# サクヤヒメ (サクラ)
サクヤヒメ (咲耶姫 学名P. ×yedoensis Matsum. cv. Sakuyahime )はバラ科サクラ属の植物。ソメイヨシノの実生種から作られたとされる桜。名前はコノハナサクヤビメに因んでつけられた。

## 特徴
花は八重咲きで五枚の花弁が2～3重になる。白から薄い桜色であり、中心部が若干赤い。
花が咲いているうちから葉が出てくる。また葉の形はオオシマザクラに似る。